# Brachymenium pulchellum
Brachymenium pulchellum là một loài rêu trong họ Bryaceae. Loài này được Hornsch. mô tả khoa học đầu tiên năm 1840.